# میشوره
میشوره (به لاتین: Miszory) یک روستا در لهستان است که در گمینا بروخوو واقع شده‌است. میشوره ۲۵۰ نفر جمعیت دارد.